# Belghari
Belghari (nep. बेलघारी) – gaun wikas samiti w środkowej części Nepalu  w strefie Dźanakpur w dystrykcie Sindhuli. Według nepalskiego spisu powszechnego z 2001 roku liczył on 644 gospodarstw domowych i 3844 mieszkańców (1887 kobiet i 1957 mężczyzn).